# جیرجیرک زرهی
جیرجیرک زرهی (نام علمی: Acanthoplus discoidalis) نام یک گونه از تیره جیرجیرک‌های بیشه است. این گونه بومی آنگولا، نامیبیا، بوتسوانا، زیمبابوه و آفریقای جنوبی است. این جیرجیرک فاقد پرواز است که بدن آن می‌تواند بیش از ۵ سانتی‌متر رشد کند. پیش‌سینه این حشره دارای خال‌های زیر بسیاریست. استخوان‌بندی بیرونی این گونه بسیار محکم است و پوسته‌اش به راحتی شکسته نمی‌شود. جیرجیرک زرهی یک گونه همه‌چیزخوار است و خود اغلب غذای پرندگانی همچون سرخ‌پرک نوک‌سرخ می‌شود.